# Чадрам
Чадрам (словен. Čadram) — поселення в общині Оплотниця, Подравський регіон‎, Словенія.